# Зоран Куртеш
Зоран Куртеш (Нови Сад, 23. децембар 1965 — Мамаја, 7. мај 2010) је био српски рукометаш и рукометни тренер.

## Биографија
Зоран Куртеш је у играчкој каријери наступао за РК Југовић. У овом клубу је почео тренерску каријеру и прошао све селекције. Тренерски пут га даље води у Синтелон, Црвенку, Партизан, Војводину, Ал Ахли (Египат), РК Пик Сегед (Мађарска) и Констанцу (Румунија). Већ на почетку тренерске каријере био је тренер кадетске репрезентације Југославије. На СП 1999. у Египту и СП 2001. у Француској био је помоћни тренер тадашњим селекторима Зорану Живковићу и Браниславу Покрајцу када су освојене бронзане медаље. Као селектор предводио је репрезентацију СР Југославије на СП 2003. у Португалу где је освојено осмо место.
У РК Партизан је први пут дошао у августу 2001. године. Са црно-белима је био првак Југославије у сезонама 2001/02. и 2002/03, а у Купу Купова Европе са клубом је дошао до полуфинала у којем је поражен од Сијудад Реала. Други пут Зоран је предводио Партизан у плејофу 2004. када је успео да се пласира у финале након победе над Фиделинком, али је тим из Хумске у финалу поражен од Црвене звезде.
Са новосадском Војводином је био првак државе у сезони 2004/05. Екипу румунске Констанце је тренирао од 2008. године, а са овим клубом је два пута узастопно освојио титулу првака државе. Био је први тренер, који је водио неку румунску екипу у осмини финала Лиге шампиона.
Зоран Куртеш је умро 7. маја 2010. године у Румунији где је тренирао тим Констанца. Он је добио инфаркт за време кошаркашког сусрета полуфинала Евролиге између Партизана и Олимпијакоса. Куртеш је умро у црноморском летовалишту Мамаја. Сахрањен је 11. маја 2010. године на новосадском Новом гробљу.